# Haanja højland
Haanja højland (estisk: Haanja kõrgustik) er en landskabelig region i det sydøstlige Estland.
Højlandet hæver sig op til en højde af ca. 160 meter over grundfjeldet i form af aflejringer fra sidste istid (Weichsel-istiden). Der kan udskilles 5 forskellige morænelag som med deres mellemliggende lag af sand, grus og ler i lagtykkelse kan nå 180 meter.
Højlandet strækker sig ind i Letland og Rusland. I Letland er der kendt for at være et område med Alūksne højland (også kendt som det østlige Vidzeme højland).

## Beskrivelse
Haanja højland er både absolut og relativt Estlands højest liggende område. Det omfatter et areal på ca. 2.500 km2. Det absolut højeste punkt er Suur Munamägi - 318,1 m. Landskabet præges af et relief dannet af isen med den centrale del mere end 250 m over havet og med terrænhældninger på 12-30° (stedvis 40°). Hældningerne skabes af kløfter mmed dybder på over 8 meter. Fra det centrale højland udgår gamle afsmeltningsrender for isen: Kütiorg, Pärlijõe, Rõuge og Piusa org (org=dal). Foruden det centrale højland findes lokale højdepunkter, mellem hvilke løber Piusa jõgi (dvs. å) og hvor byen Vastseliina alevik ligger.
Haanja højland afgrænses mod vest af Hargla lavning og mod nord af Võru-Petseri dal, der begge præges af moseland. Der findes omkring 170 søer og vandhuller, hvilket dog kun udgør en brøkdel af de oprindeligt eksisterende. Mange er tilgroede, og her findes tørvelag på op til 16,7 meters tykkelse.

### Haanja højlands højeste punkter
- Suur Munamägi 318 m
- Vällamägi 304 m
- Kerekunnu mägi 296 m
- Tsälbämägi 293 m
- Rohtõsuu mägi 289 m
- Haragamägi 289 m
- Papisöödü mägi 288 m
- Kivestmägi 288 m
- Mustikmägi 286 m
- Vänni Kõrgõmägi 285 m

## Klima
Haanja højland har en gennemsnitlig temperatur i juni på 14,0-15,0 °C og i december på ÷5,0 °C. Som regel bliver sneen liggende til begyndelsen af april måned. Der falder i gennemsnit over 650 mm nedbør (gns for årene 1966-1985).
Haanja højland udgør en del af søen Peipsis afvandingsområde.

## Fredning
92 km2 af Haanja højland blev fredet ved landskabsfredning i 1979.